# Comuna Bocșa, Sălaj
Bocșa este o comună în județul Sălaj, Transilvania, România, formată din satele Bocșa (reședința), Borla, Câmpia și Sălăjeni.

## Geografie
Satele Bocșa, Borla și Sălăjeni au gări feroviare pe Calea ferată Carei–Zalău și sunt traversate de Drumul european E81.
Cele patru sate sunt situate pe Valea Zalăului, în aval de comuna Hereclean și în amonte de comuna Sărmășag. Comuna se mai invecineaza cu Chieșd si Șamșud la nord și Pericei la sud.

## Demografie
Componența etnică a comunei Bocșa
     Români (46,83%)
     Maghiari (36,98%)
     Romi (13,66%)
     Alte etnii (0,09%)
     Necunoscută (2,43%)
Componența confesională a comunei Bocșa
     Ortodocși (47,21%)
     Reformați (30,1%)
     Penticostali (9,75%)
     Baptiști (6,88%)
     Greco-catolici (2,34%)
     Alte religii (0,98%)
     Necunoscută (2,75%)
Conform recensământului efectuat în 2021, populația comunei Bocșa se ridică la 3.169 de locuitori, în scădere față de recensământul anterior din 2011, când fuseseră înregistrați 3.206 locuitori. Cei mai mulți locuitori sunt români (46,83%), cu minorități de maghiari (36,98%) și romi (13,66%), iar pentru 2,43% nu se cunoaște apartenența etnică. Din punct de vedere confesional, cei mai mulți locuitori sunt ortodocși (47,21%), cu minorități de reformați (30,1%), penticostali (9,75%), baptiști (6,88%) și greco-catolici (2,34%), iar pentru 2,75% nu se cunoaște apartenența confesională.

## Politică și administrație
Comuna Bocșa este administrată de un primar și un consiliu local compus din 13 consilieri. Primarul, István Demyen[*], de la Uniunea Democrată Maghiară din România, este în funcție din 2016. Începând cu alegerile locale din 2024, consiliul local are următoarea componență pe partide politice:
|  | Partid                                 | Consilieri | Componența Consiliului | Componența Consiliului | Componența Consiliului | Componența Consiliului | Componența Consiliului | Componența Consiliului |
|  | -------------------------------------- | ---------- | ---------------------- | ---------------------- | ---------------------- | ---------------------- | ---------------------- | ---------------------- |
|  | Uniunea Democrată Maghiară din România | 6          |                        |                        |                        |                        |                        |                        |
|  | Partidul Social Democrat               | 4          |                        |                        |                        |                        |                        |                        |
|  | Partidul Național Liberal              | 2          |                        |                        |                        |                        |                        |                        |
|  | Uniunea Salvați România                | 1          |                        |                        |                        |                        |                        |                        |

## Istorie
În izvoarele documentare, satul Bocșa este mentionat în anul 1349 sub denumirea villa Baxa , iar în anul 1854 așezarea este cunoscută sub numele de Olah-Baksa sau Bocșa Română. Localitatea Borla a fost menționată în anul 1341, Câmpia în anul 1427 și Sălăjeni în anul 1954.

## Atracții turistice
- Biserica greco-catolică din Bocșa, unde se află mausoleul lui Simion Bărnuțiu
- Casa memorială "Simion Bărnuțiu" (politician, filozof, istoric și unul din principalii orgaizatori ai Revoluției române de la 1848 din Transilvania) din satul Bocșa. Muzeul se află în clădirea fostei primării din Bocșa, construită între anii 1937-1938
- Case tradiționale țărănești
- Casă țărănească din satul Câmpia, construcție din secolul al XVIII-lea.

## Economie
Lacul Vârșolț reprezinta sursa de alimentare cu apa potabila pentru Borla, Câmpia, Bocșa si Sălăjeni.

## Personalități
- Simion Bărnuțiu (n. 21 iulie 1808, Bocșa – m. 28 mai 1864, Sânmihaiu Almașului) a fost un om politic român, istoric, filozof, și profesor universitar, unul dintre principalii organizatori ai Revoluției de la 1848 în Transilvania.
- Alimpiu Barbulovici (n. 6 august 1834, Chilioara – d. 10 decembrie 1914, Bocșa) a fost un protopop greco-catolic și vicar, publicist, președintele la “Reuniunea Învățătorilor Români Sălăjeni și “Astra” din Comitatul Sălaj.
- Emil Pocola (n. 1 mai 1879) a fost un pedagog, editor, invățător în Bocșa (1900-1924), revizor scolar de control in Sălaj și președinte la Asociația Învățătorilor din Județul Sălaj.
- Nicolae Hendea a fost unul dintre liderii din Județul Sălaj (interbelic) ai Partidului Național-Țărănesc, unul dintre cei mai importanți oameni de afaceri din Județul Sălaj.
- Grigore Lăpușanu (n. 7 decembrie 1937, Câmpia – 12 august 2010, București) a fost un avocat, politician, diplomat, jurnalist și autor.
- Ioan Margin (15 aprilie 1939 – 6 august 2011), director Școala Bocșa. În perioada 1965-2001, a organizat la Bocșa serbări câmpenești anuale dedicate lui Simion Bărnuțiu. A ridicat monumentul dedicat eroilor satului care s-au jertfit în cele două razboaie mondiale, amplasat în fața școlii, la 29 iulie 2001. Este autorul cărții Monografia satului Bocșa, 2011.
- Iuliu Șamșodan (1945 - 2010) [7], profesor, politician, astronom.
- Vasile Fati (1932 – 2007), biolog [9]

### Primari
- Vasile Popițiu (n. 18 ianuarie 1872 – d. 9 iulie 1946) a fost primar al comunei Bocșa în perioada interbelică. Popițiu a contribuit substanțial la construcția Bisericii greco-catolice din Bocșa.
- Ioan Șamșudan a fost ales primar în 1996 și 2000
- Ioan Barou (născut 12 februarie 1975) a fost ales primar în 2004 și 2008.
- Istvan Demyen (născut 10 martie 1983) ales primar în anul 2016.

## Imagini

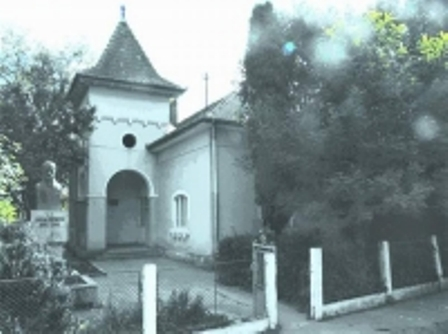
Muzeul "Simion Bărnuțiu" din Bocșa
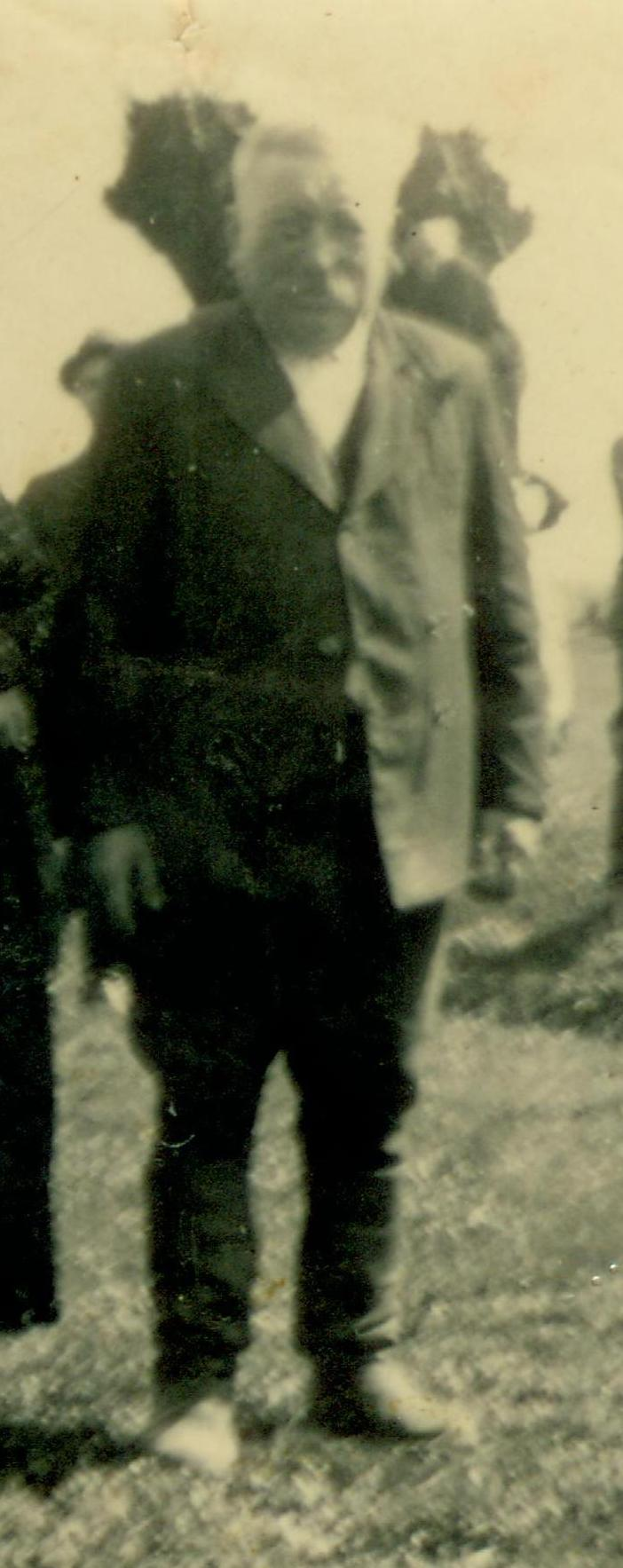
Vasile Popițiu (1872-1946), primar în perioada interbelică
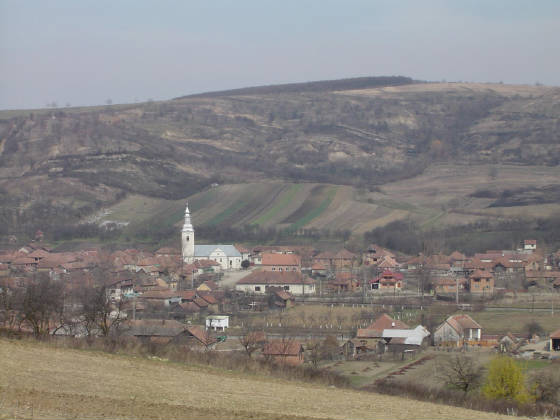
Borla
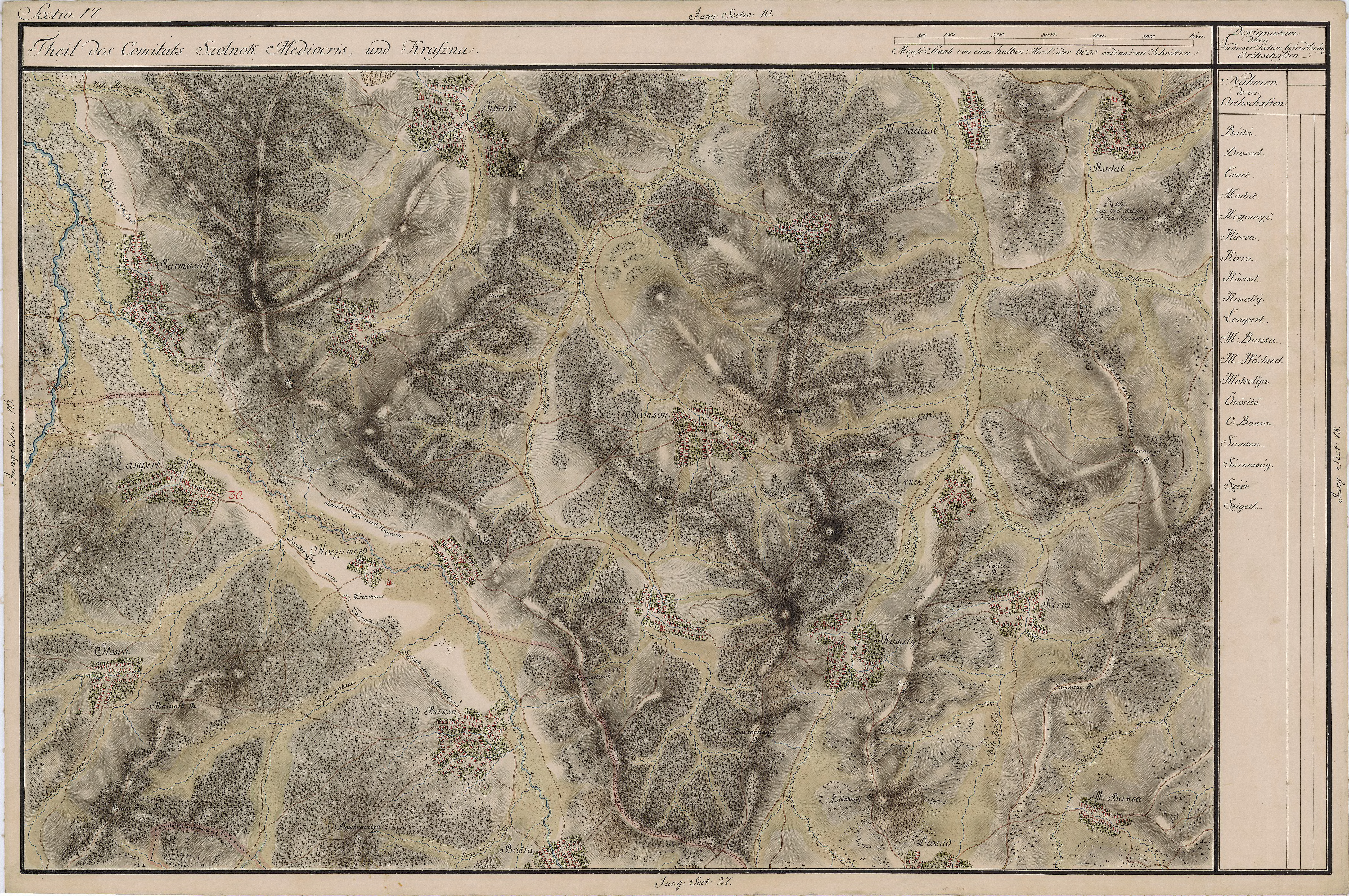
Satele comunei în secolul XVIII în Ridicarea topografică iozefină